# Simah
Simah, papa od 22. studenog 498. do 19. srpnja 514.

## Životopis
Simah je bio 51. rimski papa, koji je stolovao od 22. studenog 498. do 19. srpnja 514. Poznat je po tome što je na početku njegovog pontifikata došlo do tzv. Lateranske šizme u Rimskoj Crkvi. Razlog je bio izbor protupape Laurencija, koga su iz političkih razloga podržavali prvo bizantski car Anastazije I., a potom ostrogotski kralj Teodorik Veliki. Simah je razmirice pokušao riješiti ponudivši Laurenciju biskupiju Nuceriju u Kampaniji, ali je ona okončana tek kada je Teodorik Laurencija zbog njegove probizantske politike dao protjerati. Proglašen je svetim, a spomendan mu se obilježava 19. srpnja.

## Vanjske poveznice
- Catholic Encyclopedia, Papa Sv. Simah (498–514) (1913).